# 300-й навчальний танковий полк (Україна)
300-й навчальний танковий полк (300 НТП, в/ч А1414) — навчальний підрозділ танковий військ. Дислокується на базі навчального центру "Десна" в смт Десна Чернігівської області. 

## Історія
У 1992 році, після ліквідації Радянського Союзу, 300-й навчальний танковий полк Радянської армії увійшов до складу Збройних сил України, а військовослужбовці полку склали присягу на вірність українському народові.
2015 року, у рамках загальновійськової реформи, частина позбулася почесних назв та відзнак радянського періоду.

## Традиції

### Назви
18 листопада 2015 року, після загальновійськової реформи з вилучення почесних назв та відзнак радянського періоду, частина носить назву 300-го навчального танкового полку.

### Символіка
На 2011 рік частина мала емблему з геральдичним щитом з тлом чорного кольору, що вказує на приналежність до танкових військ. Посередині щита зображено голову вовка анфас на тлі схрещених мечів вістрями угору золотого (жовтого) кольору. Голова вовка виконана срібним (білим), червоним та чорним кольорами. Нижче розміщено зображення танка зеленого кольору. Голова вовка, мечі і танк вказують на основне завдання частини — навчання майбутніх танкістів Збройних сил України. Голова вовка використовувалася на неофіційній нарукавній емблемі полку. Як і у випадку з 354-м навчальним механізованим полком, наявність гвардійського найменування та державної нагороди відображають відповідні стрічки у верхній частині щита, почесне найменування — напис на синій стрічці.

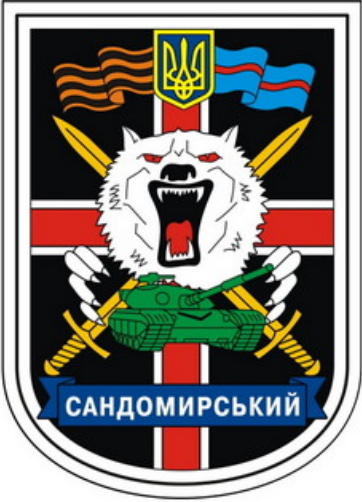
Нарукавний знак полку до 2015 року
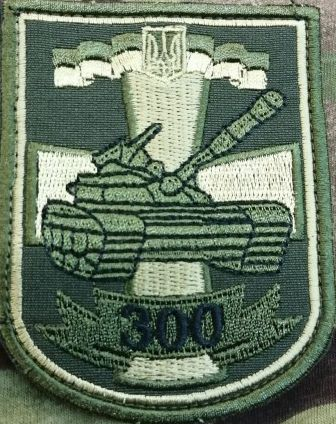
Поточний знак

## Командування
- полковник Москальов Едуард Михайлович — станом на грудень 2012 року.
- полковник Юрков Анатолій Вікторович — станом на січень 2017 року.

## Втрати
- старший сержант Полозов Вадим Олексійович, 8 червня 2017 року — в районі міста Сіверськ Бахмутського району[3]